# Eudorylas appendiculatus
Eudorylas appendiculatus är en tvåvingeart som beskrevs av Kozanek 1991. Eudorylas appendiculatus ingår i släktet Eudorylas och familjen ögonflugor.
Artens utbredningsområde är Nordkorea. Inga underarter finns listade i Catalogue of Life.